# Capricorn (album)
Pour les articles homonymes, voir Capricorn.
Albums de Jay Chou
On the Run
(2007) The Era
(2010)
Capricorn est le neuvième album de Jay Chou. Il est sorti le 14 octobre 2008.
Il fait suite à l'album On the Run sorti l'année précédente et précède The Era l'année suivante. À Taïwan, l'album vend plus de 152 000 copies.

## Réception
Malgré le piratage internet qui a précède sa sortie, l'album a obtenu 90 000 réservations en pré-vente et s'est vendu à plus d'un million d'exemplaires.
En 2009, l'album gagne aux Golden Melody Awards le prix de la meilleure chanson de l'année, meilleur clip vidéo et Jay Chou remporte le prix du meilleur artiste masculin. Rice Field est aussi élu la chanson de l'année.

## Liste des chansons
| 1.    | Dragon Rider (龍戰騎士 - Lóng zhàn qíshì)                                    | 4:31 |
| 2.    | Give Me The Time of a Song (給我一首歌的時間 - Gěi wǒ yī shǒu gē de shíjiān) | 4:13 |
| 3.    | Snake Dance (蛇舞 - Shé wǔ, avec Lara Veronin)                               | 2:54 |
| 4.    | Floral Sea (花海 - Huā hǎi)                                                  | 3:40 |
| 5.    | Magician (魔術先生 - Móshù xiānshēng)                                        | 3:47 |
| 6.    | Promised Love (說好的幸福呢 - Shuō hǎo de xìngfú ne)                         | 4:16 |
| 7.    | Orchid Preface (蘭亭序 - Lan ting xu)                                        | 4:13 |
| 8.    | Drifting Poet (流浪詩人 - Liúlàng shīrén, avec Gary Yang)                    | 2:49 |
| 9.    | Time Machine (時光機 - Shíguāng jī)                                          | 5:11 |
| 10.   | Uncle Joker (喬克叔叔 - Qiáo kè shūshu)                                      | 4:16 |
| 11.   | Rice Field (稻香 - Dào xiāng)                                                | 3:43 |
| 43:57 |                                                                              |      |